# Kínai nagy fal
A kínai nagy fal (hagyományos írásjegyekkel: 長城; egyszerűsített írásjegyekkel: 长城; pinjin: Chángchéng, népszerű magyar átírás: Csang cseng) az i. e. 3. század és i. sz. 17. század eleje között Kína északi határán épített erődítményrendszerek összessége, amelynek célja az volt, hogy a földművelő, letelepedett Kínát megvédje az északi nomád törzsek támadásaitól.

## A fal építése
A nagy fal valójában nem volt összefüggő fal, különböző erődítményekből állt, amelyeknek jellege és elhelyezkedése a mindenkori politikai helyzettől függően változott. Az első védelmi rendszert Csin Si Huang-ti (Qin Shi Huangdi) kezdte kiépíteni az i. e. 210-es években a Hadakozó fejedelemségek korának korábbi falszakaszait felhasználva. A későbbi dinasztiák némelyike új erődítményeket húzott fel (Han, Szuj, Ming), míg más korszakokban a falat egyáltalán nem használták. A ma látható falszakaszok az 1368 és 1644 között uralkodott Ming-dinasztia idején épültek; ezeket már téglából emelték, de a korábbi erődítmények fő építőanyaga a döngölt föld volt.
Mivel a fal nem összefüggő, egységes építmény, hanem különböző korokban, egy több száz kilométer széles sávban épült falszakaszok összessége, pontos hosszát nem lehet megállapítani. Az egyik forgalomban lévő hivatalos adat a fal hosszát 6352 km-re teszi, de más becslések 3000-10 000 km közötti hosszakat adtak meg. A Ming-kori fal legkeletibb végpontja a Sanhajkuan (Shanhaiguan) átjáró a Pohaj-öböl (Bohai-öböl) partján, legnyugatibb vége pedig a Csia Jü-kuan (Jiayuguan) átjárónál található Kanszu (Gansu) tartományban.
Egy 2009-ben közzétett eredmény szerint a kínai nagy fal 290 kilométerrel hosszabb, mint eddig gondolták, majd 2012-ben is egy újabb 100 km-es szakaszára bukkantak a mongol határnál. Kína északnyugati területén, Hszincsiang-Ujgur Autonóm Terület (Hszincsiang-Ujgur Autonóm Terület) közelében, archeológusok csoportja egy ötszáz kilométer hosszú falrészt talált. A hosszú építményt egyértelműen a nagy fal egy szakaszaként kell kezelni. A nagy fal hossza ezzel a szakasszal együtt  7200 kilométer, ha pedig összeadjuk az összes – hegyvonulatokon kígyózó, sivatagokon, pusztaságokon, mocsaras területeken át vezető – falszakaszt, akkor hosszuk meghaladja a 20 ezer kilométert.

## A fal szerkezete

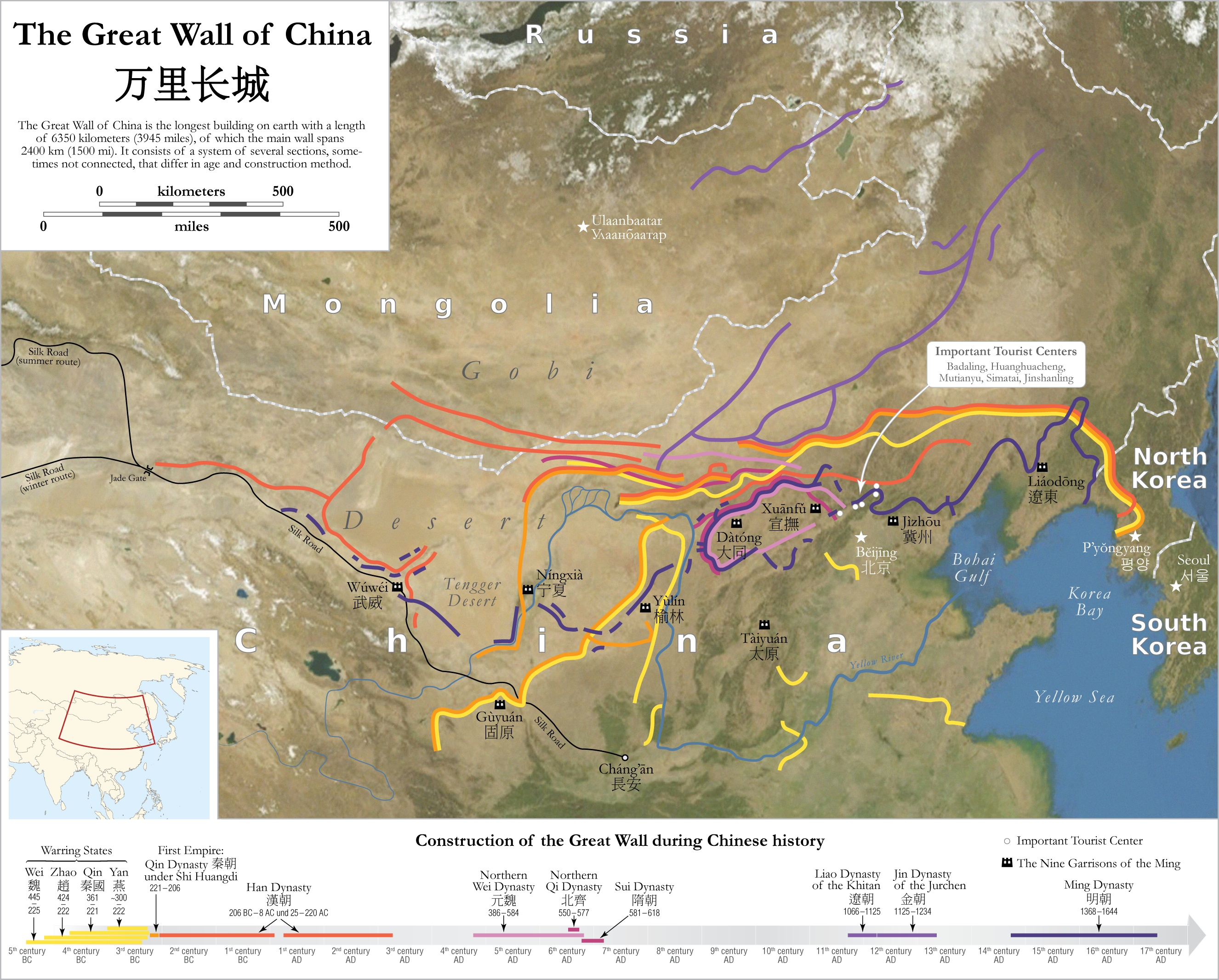
A kínai nagy falhoz tartozó, különböző korokban létrehozott építmények térképe

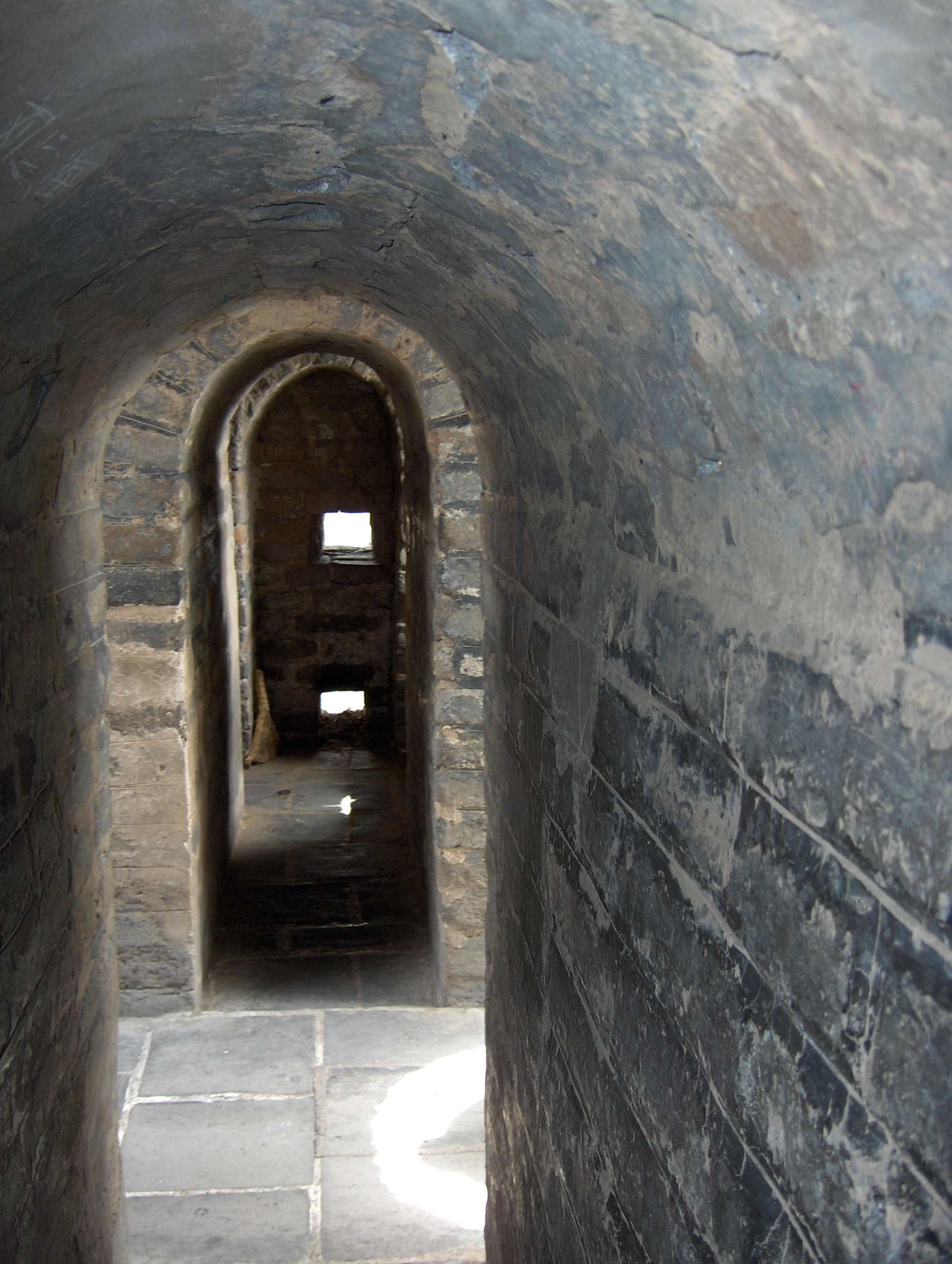
A fal belseje

A nagy fal nagy része hegyvonulatokon húzódik úgy, hogy a külső oldalon meredek sziklák vannak.
A Ming-kori fal külső borítása téglákból és tégla alakú kődarabokból áll. Belsejét döngölt agyaggal, illetve kőzúzalékkal töltötték fel. Magassága átlagosan 10 méter, szélessége a talapzatánál 7-8 méter, tetejénél pedig 4-5 méter.
A falon nyíllövésnyi távolságra egymástól bástyákat, erődítményeket és az ellenség esetleges támadásaira füsttel és tűzjelekkel figyelmeztető jelzőtornyokat építettek. A bástyákban, illetve az erődítményekben élelmiszert és fegyvereket tároltak. A falon és közelében csapatok állomásoztak, hogy időben jelezzék a külső támadásokat és a védelem első vonalául szolgáljanak.
Elemzések alapján a fal tartósságának titka, hogy a téglákat ragacsosrizs-habarccsal tapasztották össze, melynek kötése erősebb a hagyományos habarcsénál.

## A fal jelenlegi állapota

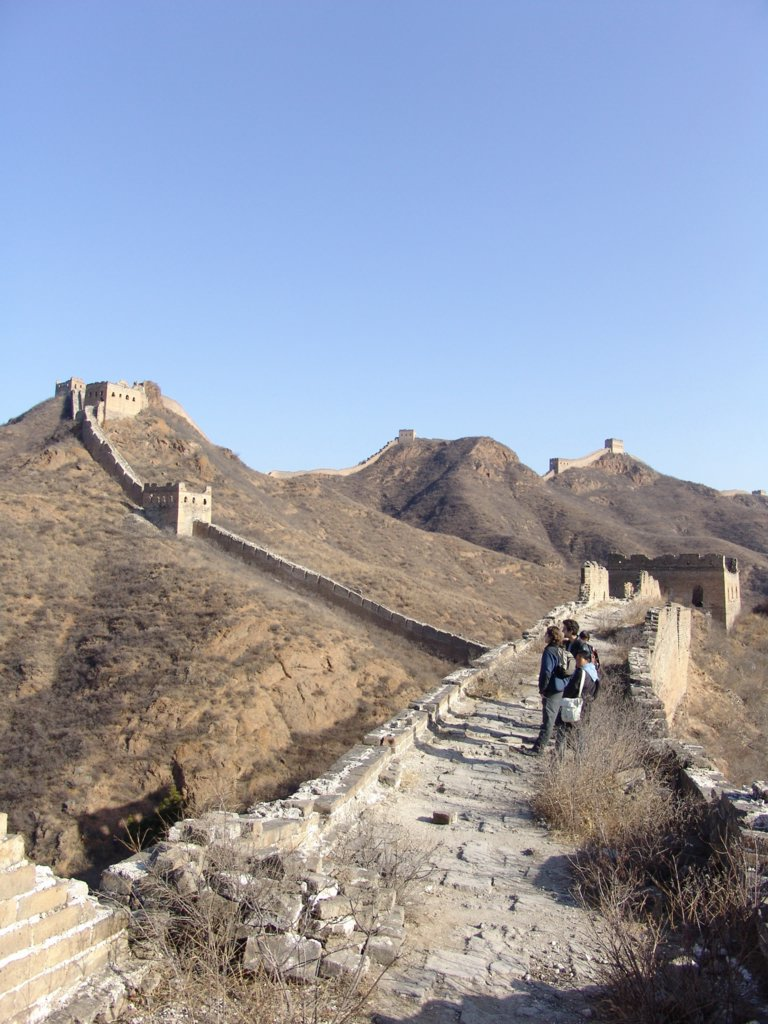
A fal egy még nem restaurált része

A fal egy kis részét restaurálták, elsősorban a turisták miatt. Nagy része azonban az enyészetnek van kitéve, így bizonyos szakaszok mára már szinte eltűntek. A fal napjaink vandalizmusának is áldozatává válik, például kedvelt célpontja a graffitiseknek. A fal tégláinak egy részét a helyi lakosok hordják el, hogy azokból építkezzenek. A Ming-kori falnak egyes becslések szerint 37%-a, más becslések szerint 42%-a tűnt el. A fal más részei a szabálytalanul működő bányák miatt omlanak le. Egyes turisták kíméletlen magatartása, az új fejlesztési projektek elmaradása és a műemlékvédelem pénzhiánya is fokozza a problémát.
A kínai nagy falat az UNESCO 1987-ben felvette a világörökség helyszínei közé.

## Az űrből láthatóság legendája

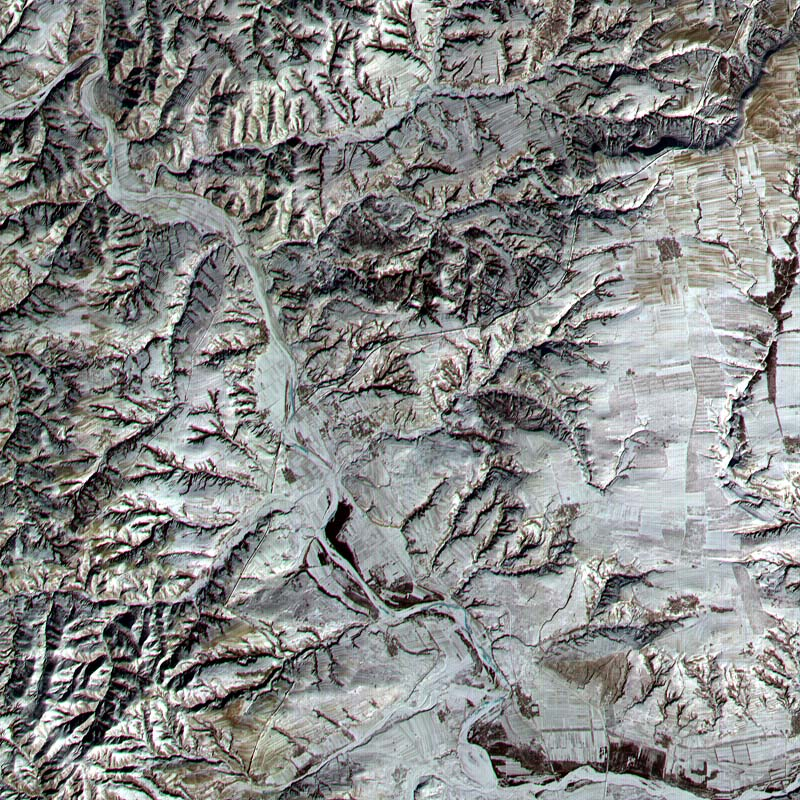
Műholdkép a falról

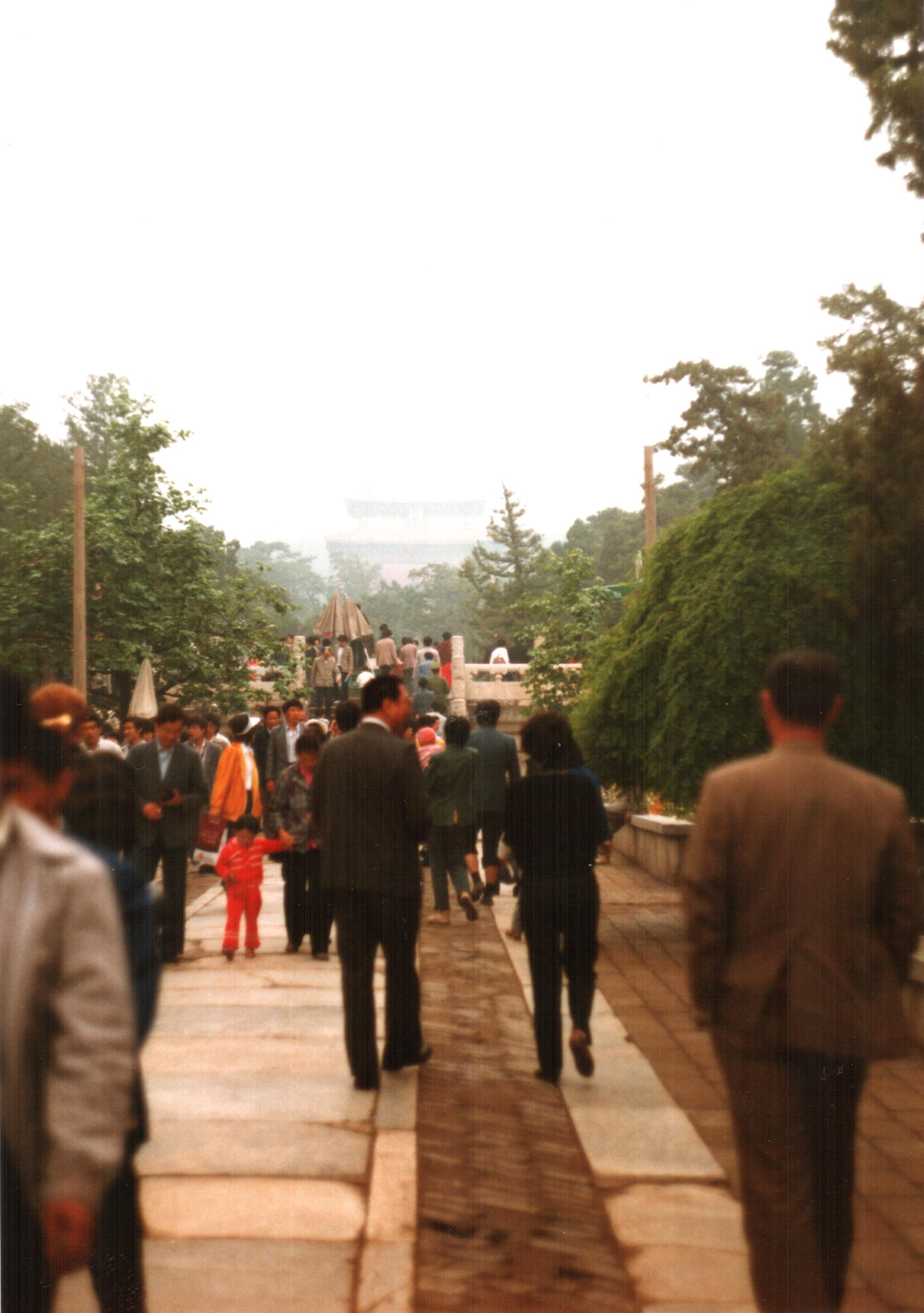
A nagy fal Badalingnál, 1988-ban

A közhiedelemmel ellentétben a nagy fal nem látható szabad szemmel a világűrből. Csak néhány méter széles, és a színe hasonlít a környezetéhez, így az űrből lehetetlen észlelni. Az ezzel kapcsolatos városi legenda (hogy a nagy fal volna az egyetlen ember alkotta dolog a földön, ami a Holdról is látszik) egy 1932-es amerikai képregényből ered. Elméleti megfontolások azt mutatják, hogy a nagy fal szabad szemmel még földközeli űrpályáról sem, vagy csak valószínűtlenül szerencsés körülmények között lenne látható, egyszerűen nem elég vastag ahhoz, hogy az emberi szem felbontóképességével ilyen nagy távolságból észlelhető legyen.